# Unione Nazionale Sinarchista
L'Unione Nazionale Sinarchista (in spagnolo Unión Nacional Sinarquista) (UNS) è un'organizzazione politica messicana. Era storicamente un movimento dell'estrema destra cattolica romana, in qualche modo simile al fascismo clericale e al falangismo, implacabilmente opposto alla sinistra e alle politiche secolariste del Partito Rivoluzionario Istituzionale (PRI) e ai suoi predecessori che governarono il Messico dal 1929 al 2000 e dal 2012 fino al 2018.

## Formazione
L'UNS fu fondata nel maggio del 1937, durante l'amministrazione di sinistra del presidente Lázaro Cárdenas (1934-40), da un gruppo di attivisti politici cattolici guidati da José Antonio Urquiza, che fu assassinato nell'aprile del 1938. Fu un risveglio della reazione cattolica che guidò la guerra cristera (che terminò nel 1929), e il suo nucleo era centrato nella borghesia rurale del Bajío e nella classe media inferiore professionale, dove il cattolicesimo era molto forte. Il gruppo ha pubblicato il "Manifesto Sinarchico" opponendosi alle politiche del governo del presidente  Cárdenas. "È assolutamente necessario che esista un'organizzazione composta da veri patrioti", dichiarava il Manifesto, "un'organizzazione che lavori per il ripristino dei diritti fondamentali di ciascun cittadino e per la salvezza della Patria. A differenza degli utopisti che sognano una società senza governatori e leggi, il Sinarchismo sostiene una società governata da un'autorità legittima, proveniente dalla libera attività democratica del popolo, che garantisce veramente che l'ordine sociale in tutti trovi la vera felicità." La data di formazione del gruppo, il 23 maggio, è stata celebrata ogni anno a León, Guanajuato dai soci.
L'UNS fu guidato da Salvador Abascal, un sostenitore della linea dura, dal 1940 al 1941, quando si dimise per fondare un comune sinarchico in Bassa California con il più moderato Manuel Torres Bueno che divenne leader. Il gruppo era appassionato di acrobazie pubblicitarie su larga scala, come le "acquisizioni" lanciate a Guadalajara, Jalisco e Morelia nel 1941. Questi affari temporanei rappresentavano poco più che gesti simbolici ma ciò nonostante aiutarono a dimostrare il sostegno di cui l'UNS godeva tra i contadini degli stati occidentali.
Il coinvolgimento dei sinarchici nei gruppi di protesta regionali e nei partiti politici era sia una realtà sia un'accusa regolarmente utilizzata volta a screditare l'opposizione. L'Unione Civica di León, uno di questi partiti locali attivi a metà degli anni '40, fu dominata da un gruppo di sinarchici nelle posizioni di comando. Al contrario, Austreberto Aragon Maldonado, la cui Liga de Resistencia de Usarios del Agua de Oaxaca - un gruppo che sosteneva il miglioramento dell'approvvigionamento idrico di Oaxaca - godeva di un ampio sostegno nella regione, veniva regolarmente denunciato dal governo statale come un sinarchico nonostante negasse regolarmente qualsiasi coinvolgimento nell'UNS e avendo cura di non impegnarsi con nessun gruppo estremista. L'Aragona fu preso di mira in questo modo a causa dell'ampio supporto di cui godeva il suo movimento e della possibilità che potesse diventare il centro di una più ampia resistenza.

## Ideologia
L'ideologia dell'UNS derivava dalla corrente del pensiero sociale cattolico degli anni 1920 e 1930, basata sull'enciclica papale Rerum novarum di Papa Leone XIII, che influenzò anche i regimi di Engelbert Dollfuss in Austria, António de Oliveira Salazar in Portogallo e Francisco Franco in Spagna. Prendendo slancio dallo stesso filone di politica di destra che aveva infiammato la guerra cristera, il gruppo cercò di mobilitare i contadini contro "tendenze atee e comuniste". Ha sottolineato la cooperazione sociale in contrapposizione alla prospettiva del conflitto di classe del socialismo, la gerarchia e il rispetto per l'autorità in contrapposizione al liberalismo. Nel contesto della politica messicana, questo significava opposizione alle politiche centraliste, semi-socialiste e anticlericali del regime del PRI. Di conseguenza, i membri dell'UNS furono denunciati come fascisti e perseguitati dal governo Cárdenas e il gruppo ebbe scarso impatto reale sulla politica messicana.
La questione del sinarchismo divenne un problema per gli analisti dell'intelligence statunitense durante la seconda guerra mondiale. In un rapporto USA ora declassificato del 22 aprile 1942, Raleigh A. Gibson, primo segretario dell'ambasciata statunitense in Messico, inviò al segretario di Stato statunitense una traduzione inglese di un editoriale di El Popular, il giornale della Confederazione dei lavoratori messicani, pubblicato il 21 aprile 1942. Si legge in parte come segue:
"I sinarquisti francesi si sono precipitati in una lotta furiosa contro la democrazia francese ed europea; quelli del Messico organizzati per combattere la democrazia messicana e continentale. Le sinarquiste francesi furono adottate da Abetz, l'ambasciatore di Hitler in Francia; i sinarquisti messicani sono stati reclutati, hanno ricevuto un nome, sono stati educati e diretti da agenti nazisti in Messico e da registi Falange che lavorano illegalmente tra noi. E questo è così evidente, così conclusivo, che elimina la necessità di prove concrete della connessione organica tra loro. La prova fondamentale è che il sinarquismo non è un prodotto messicano unico ed esclusivo, come sostengono in modo veritiero i suoi leader. Quel Sinarquismo, anche se porta lo stesso nome, esiste in altre parti del mondo ed è un movimento internazionale formato da coloro che sono sotto gli ordini supremi di Hitler."
L'autore messicano Mario Gill sostiene che il movimento sinarchico in Messico fu essenzialmente cooptato da elementi cattolici di destra negli Stati Uniti, guidati dal cardinale Francis Spellman e dal vescovo Fulton Sheen. Questa valutazione fece eco a El Popular, che nel suo numero del 14 dicembre 1943 scrisse come segue:
"Non c'è dubbio che la recente visita in Messico di mons. Sheen, il "leader nero" filofascista del clericalismo nordamericano, ha contribuito a ottenere la conversione dei sinarchici messicani in una nuova politica in sintonia con le esigenze della situazione del nuovo mondo".

## Declino e rinascita
L'UNS era saldamente a favore delle potenze dell'Asse durante la seconda guerra mondiale e la sua propaganda aumentò in questa direzione in seguito all'aumento del sentimento anti-statunitense generato in Messico dall'omicidio della Laguna Sonnolenta. I piani governativi volti a domare l'UNS, in particolare dando la terra in Bassa California ai seguaci di Abascal, non ebbero successo e presto il governo sentì che il gruppo doveva essere controllato. Il presidente Manuel Ávila Camacho mise al bando le Nazioni Unite che tenevano riunioni pubbliche nel giugno del 1944 in un momento in cui il fazionismo stava dividendo il movimento. Alcuni membri radicali divennero disonesti, tra cui uno, De La Lama y Rojas, che il 14 aprile 1944 sparò a Camacho e si lamentò della sopravvivenza del presidente con le parole "Non sono stato, purtroppo, in grado di completare la mia missione". De La Lama y Rojas fu ucciso a colpi di arma da fuoco durante la custodia della polizia subito dopo l'attentato fallito. Il movimento si divise in due nel 1945 quando Carlos Athie sostituì Torres Bueno come leader. Il leader deposto fece uscire il suo gruppo ed entrambe le fazioni rivendicarono il nome UNS. Soprattutto, tuttavia, il gruppo fu sconfitto dalle politiche del governo Camacho, che mantenne una politica di sostegno aperto al cattolicesimo, promulgando allo stesso tempo una legislazione volta a migliorare la sorte delle classi lavoratrici, occupando efficacemente lo spazio politico che sarebbe normalmente associato ai critici di destra e sinistra rispettivamente.
Nel 1946 la fazione di Torres Bueno si riunì come Partito Forza Popolare (Partido Fuerza Popular). Questo partito fu bandito nel 1949 insieme al Partito Comunista Messicano come parte di una più ampia politica contro "l'estremismo". Nel 1951, tuttavia, quando fu chiaro che il più moderato Partito Azione Nazionale (PAN) era diventato il principale partito di opposizione al governo del PRI, il leader sinarchico Juan Ignacio Padilla convertì il movimento in un non-partito che promuoveva un conservatorismo sociale cattolico di dottrina, promosso attraverso cooperative, cooperative di credito e sindacati cattolici. Nondimeno, il PAN negli anni ha cercato attivamente la cooperazione con i sinarchici come parte dei suoi tentativi di formare un movimento di massa, e il movimento sinarchico era attivo a nome del partito durante le campagne elettorali del 1958. Il gruppo ha anche stabilito collegamenti con l'Opus Dei, che finanziò parzialmente i sinarchici alla fine degli anni '60, trasferendo fondi sulla rivista sinarchica Hoja de Combate.
Il sinarchismo, che era diventato in gran parte localizzato al Guanajuato, fu ripreso come movimento politico negli anni '70 attraverso il Partito Democratico Messicano (PDM), il cui candidato, Ignacio González Gollaz, ottenne l'1,8% dei voti alle elezioni presidenziali del 1982. Nel 1988, Gumersindo Magaña scrutò una proporzione simile, ma il partito subì una divisione e nel 1992 perse la sua registrazione come partito politico. Fu sciolto nel 1996. La divisione Torres Bueno-Athie non fu mai conclusa e ad oggi ci sono due organizzazioni, entrambe chiamate la Unión Nacional Sinarquista. Uno ha un orientamento apparentemente di destra, l'altro è apparentemente di sinistra, ma entrambi hanno le stesse radici filosofiche. Il PDM chiese la registrazione per partecipare alle elezioni parlamentari nel 2015.

## Nella cultura di massa
Nel 1981, Luis Valdez Broadway recitò Zoot Suit e il film omonimo, un personaggio che portò all'attenzione del protagonista che i popolari stili Chicano e i manierismi del giorno erano stati considerati come derivanti dal sinarquismo con simpatie per le potenze dell'Asse dalla stampa gialla.